# العلاقات الجيبوتية الروسية
العلاقات الجيبوتية الروسية هي العلاقات الثنائية التي تجمع بين جيبوتي وروسيا.

## مقارنة بين البلدين
هذه مقارنة عامة ومرجعية للدولتين:
| وجه المقارنة                                              | جيبوتي                    | روسيا                                   |
| --------------------------------------------------------- | ------------------------- | --------------------------------------- |
| المساحة (كم2)                                             | 23.20 ألف                 | 17.08 مليون                             |
| عدد السكان (نسمة)                                         | 956.99 ألف                | 146.80 مليون                            |
| الكثافة السكانية (ن./كم²)                                 | 41.25                     | 8.59                                    |
| العاصمة                                                   | جيبوتي                    | موسكو                                   |
| اللغة الرسمية                                             | لغة فرنسية، اللغة العربية | اللغة الروسية                           |
| العملة                                                    | فرنك جيبوتي               | روبل روسي                               |
| الناتج المحلي الإجمالي (بليون دولار)                      | 1.84 مليار                | 1.58 تريليون                            |
| الناتج المحلي الإجمالي (تعادل القوة الشرائية) بليون دولار | 3.10 مليار                | 3.69 تريليون                            |
| الناتج المحلي الإجمالي الاسمي للفرد دولار أمريكي          | 1.95 ألف                  | 9.09 ألف                                |
| الناتج المحلي الإجمالي للفرد دولار أمريكي                 | 3.27 ألف                  |                                         |
| مؤشر التنمية البشرية                                      | 0.470                     | 0.798                                   |
| رمز المكالمات الدولي                                      | +253                      | +7                                      |
| رمز الإنترنت                                              | .dj                       | .ru، .рф، .рус ‏، .su                    |
| المنطقة الزمنية                                           | ت ع م+03:00               | Magadan Time ‏، ت ع م+02:00، ت ع م+12:00 |

## منظمات دولية مشتركة
يشترك البلدان في عضوية مجموعة من المنظمات الدولية، منها:
| علم المنظمة | اسم المنظمة                        | تاريخ انضمام جيبوتي | تاريخ انضمام روسيا |
| ----------- | ---------------------------------- | ------------------- | ------------------ |
|             | مؤسسة التنمية الدولية              | 1 أكتوبر 1980       | 16 يونيو 1992      |
|             | يونسكو                             | 31 أغسطس 1989       | 21 أبريل 1954      |
|             | مؤسسة التمويل الدولية              | 1 أكتوبر 1980       | 12 أبريل 1993      |
|             | منظمة حظر الأسلحة الكيميائية       | ?                   | ?                  |
|             | الأمم المتحدة                      | 20 سبتمبر 1977      | 24 أكتوبر 1945     |
|             | الاتحاد الدولي للاتصالات           | 22 نوفمبر 1977      | 1866               |
|             | منظمة الشرطة الجنائية الدولية      | ?                   | 27 سبتمبر 1990     |
|             | البنك الدولي للإنشاء والتعمير      | 1 أكتوبر 1980       | 16 يونيو 1992      |
|             | الاتحاد البريدي العالمي            | ?                   | ?                  |
|             | وكالة ضمان الاستثمار متعدد الأطراف | 12 يناير 2007       | 29 ديسمبر 1992     |
|             | منظمة التجارة العالمية             | ?                   | 22 أغسطس 2012      |

## وصلات خارجية
- موقع وزارة الخارجية الروسية